# Хипопотам (операция)
Операция „Хипопотам“ (на руски: „Бегемот“) е име на военни учения на Русия, в които е произведен сериен пуск на междуконтинентални балистични ракети от борда на подводница, намираща се под водата.
В ученията се отработва тактика на използване на оръжията при предполагаемо начало на глобална ядрена война. Нито до този момент, нито след това учение никъде другаде по света не е извършван сериен пуск на междуконтинентални балистични ракети от борда на подводница. До провеждането на учението максималното количество изстреляни ракети от подводница е 8 броя – на 22 декември 1969 г. от борда на подводница „К-140“ по проекта 667А „Навага“. Тогава е извършен пуск на 2 серии по 4 ракети с малък интервал.

## Предистория
Причина за провеждане на толкова мащабни стрелби на МБР послужило подписването на договор между СССР и САЩ за съкращение на настъпателните въоръжения и съответно на утилизация на по-слабо ефективните части, съставящи противоядрения щит, както и необходимостта от практическа проверка на възможността за пуск на всички ракети за кратък интервал от време.

## „Хипопотам-1“
Първата операция е осъществена през 1989 г. от подводна лодка К-84 „Екатерининбург“. Завършва с неуспех. За няколко минути до старта още при затваряне на капаците на шахтите – поради отказ на датчиците за налягане и др. технически проблеми, се нарушава целостта на горивния резервоар и окислителя. В резултат на бързото възпламеняване (не взрив) и покачване на налягането се откъсва капакът на шахтата и се получава частично изхвърляне на ракетата. Една от причините за тази нещатна ситуация се смята прекалената нервност на екипажа поради голямото количество флотски началства, които присъствали като проверяващи и желаещи да получат награда за успешно изпитание.

## „Хипопотам-2“
Втората операция е проведена в 21 ч. и 6 мин. на 6 август 1991 г. и е напълно успешна. От борда на подводница К-407 „Новомосковск“ са изстреляни 16 ракети – целият боекомплект, с интервал 7 – 10 сек. Командир на подводницата е капитан втори ранг Сергей Егоров.